# Maria Dłuska
Maria Dłuska (ur. 24 marca 1900 w Kursku, zm. 30 marca 1992 w Rząsce pod Krakowem) – polska polonistka, językoznawczyni i teoretyczka literatury. Siostra malarki i projektantki Janiny Dłuskiej.
Zajmowała się badaniami nad polską fonetyką, prozodią i wersyfikacją. Wydatnie unowocześniła metodologię tych dziedzin w Polsce. Jej studia Prozodia języka polskiego (1947), Studia z historii i teorii wersyfikacji polskiej (t. 1 – 1948, t. 2 – 1951), Próba teorii wiersza polskiego (1960, wyd. 2. rozsz. 1980) należą do klasyki polskiej poetyki. Specjalnością Dłuskiej była wersologia (teoria i historia form wierszowych), choć po 1962 coraz więcej miejsca w jej pracach zajmowała interpretacja konkretnych utworów poetyckich (przyczynił się do tego osobisty kontakt z Kazimierzem Wierzyńskim). Teksty tego typu złożyły się na jej ostatnią książkę, Studia i rozprawy, t. 3 (1972).
Pracowała w Polskiej Akademii Nauk oraz na trzech uniwersytetach: w Krakowie, Lwowie i Lublinie (KUL). Twórczyni Katedry Teorii Literatury na UJ (na początku pod inną nazwą – najpierw był to Zakład Nauk Pomocniczych, potem Zakład Stylistyki, Wersyfikacji i Nauk Pomocniczych, potem Poetyki i Nauk Pomocniczych).
Do najwybitniejszych uczniów Dłuskiej należą: Zdzisława Kopczyńska, Lucylla Pszczołowska, Stefan Sawicki, Adam Kulawik, Tadeusz Kuryś, Zbigniew Siatkowski, Stanisław Balbus.

## Życiorys
Od 1911 była uczennicą pensji w Warszawie, od 1912 zaś szkoły średniej w Kursku. W 1918 uzyskała rosyjską maturę, po czym podjęła studia na Uniwersytecie Jagiellońskim (polonistyka z romanistyką jako kierunkiem dodatkowym). Ukończyła je w 1925. W 1927 doktoryzowała się pod kierunkiem Ignacego Chrzanowskiego (rozprawa Charakter polski w świetle literatury XVI wieku). Habilitację uzyskała w 1935 we Lwowie (w 1946, już w Polsce Ludowej, w procesie „naturalizacji” tytuł ten został zamieniony na docenta Uniwersytetu Jagiellońskiego). Od 1935 była etatowym docentem w Laboratorium Fonetyki Eksperymentalnej UJK. W 1936 uzyskała przeniesienie habilitacji z fonetyki ogólnej z Uniwersytetu Jagiellońskiego na Wydział Humanistyczny Uniwersytetu Jana Kazimierza we Lwowie.
W latach 30. zajmowała się przede wszystkim gramatyką opisową języka polskiego (fonetyką eksperymentalną), jednak w drugiej połowie tego okresu zaczęła coraz więcej czasu poświęcać wersologii oraz problematyce śpiewności języka (w poezji). W latach 1929–1931 przebywała na stypendiach w nowoczesnych laboratoriach fonetyki eksperymentalnej w Pradze, Hamburgu i Paryżu. W styczniu 1939 wyjechała na stypendium do Brukseli i Paryża. Po wybuchu wojny natychmiast wróciła do Lwowa. W czasie okupacji sowieckiej Lwowa (1939–1941) pracowała na Wydziale Filologicznym Uniwersytetu Lwowskiego w Katedrze Językoznawstwa prof. Jerzego Kuryłowicza. W czasie okupacji niemieckiej Lwowa (1939-1941) była zatrudniona w Referacie Poszukiwań Zaginionych przy Delegaturze RGO we Lwowie oraz wykładała na tajnych kompletach podziemnego UJK. Od początku lat 40. w centrum zainteresowań Dłuskiej stała już tylko wersologia. Pierwszy tom jej Studiów z historii i teorii wersyfikacji polskiej, dzieło w polskiej poetyce przełomowe, przyniósł jej rozgłos i uznanie (część pochwalnych głosów ukazała się nawet po zaledwie fragmentarycznej publikacji). W maju 1944 wyjechała ze Lwowa i przebywała w okolicach Sandomierza.
W 1951 uzyskała tytuł kontraktowego profesora nadzwyczajnego na UJ. W 1952 i 1953 Senat UJ wnioskował o nadanie Dłuskiej tytułu profesora zwyczajnego – oba odrzucone przez ministerstwo. Tytuł otrzymała wreszcie w 1959. Równolegle do pracy na UJ, w latach 1955–1964 w Instytucie Badań Literackich PAN (później podtrzymywała jednak kontakt z Akademią). Od 1955 należała też do Komitetu Redakcyjnego wielotomowego dzieła (kontynuowanego do dziś) Poetyka. Zarys encyklopedyczny.
W 1970 przeszła oficjalnie na emeryturę, ale niemal do końca lat 70. kontynuowała pracę naukową (do 1977 wykładała), choć niewiele publikowała (natomiast pojawiła się ogromna ilość wznowień jej wcześniejszych, już wtedy niedostępnych prac). W styczniu 1976 roku podpisała list protestacyjny do Komisji Nadzwyczajnej Sejmu PRL przeciwko zmianom w Konstytucji Polskiej Rzeczypospolitej Ludowej.
W 1953 Dłuska wstąpiła do nowicjatu sióstr karmelitanek bosych – zrezygnowała jednak po dwóch tygodniach. W 1978, kończąc już właściwie pracę naukową, nosiła się z zamiarem (nigdy niezrealizowanym) wstąpienia do zakonu sercanek. Zmarła w pensjonacie sióstr albertynek w Rząsce k. Krakowa. Została pochowana na cmentarzu Rakowickim w Krakowie.

## Wyróżnienia i nagrody
Z historii i teorii wiersza polskiego było (m.in. wraz z Popiołem i diamentem) w 1948 roku wysunięte do literackiej Nagrody Odrodzenia. W 1972 przyznano jej polonijną nagrodę Fundacji im. Alfreda Jurzykowskiego. W 1973 Uniwersytet w Chicago przyznał jej doktorat honoris causa. W 1976 roku otrzymała Krzyż Kawalerski Orderu Odrodzenia Polski.

## Najważniejsze książki
- Studia z historii i teorii wersyfikacji polskiej, t. 1 (pisane 1936-1945, wydane 1948)
- Prozodia języka polskiego (wyd. 1947)
- Studia z historii i teorii wersyfikacji polskiej, t. 2 (pisane od 1936, wydane 1951 z datą 1950)
- Prace wybrane, pod red. S. Balbusa, t. 1-3, Kraków 2001 (najważniejsze prace badaczki).